# 38-й зенітний ракетний полк (Україна)
38-й зенітний ракетний полк імені генерал-хорунжого Юрія Тютюнника (38 ЗРП, в/ч А3880) — військове формування військ протиповітряної оборони Сухопутних військ Збройних сил України чисельністю у полк. Полк дислокується у смт Чорноморське Одеської області. Перебуває у складі ОК «Південь».
Полк носить ім'я Юрія Тютюнника — генерал-хорунжого армії УНР.

## Історія
У серпні 2016 року підрозділи 2-го зенітного ракетного дивізіону 1039-го зенітного ракетного полку були виведені у повному складі на територію Херсонської області, де відповідно до вимог спільної директиви Міністерства оборони України та Генерального штабу Збройних сил України, розпочалося формування нового 38-го зенітного ракетного полку. Рішенням командувача військ ОК «Південь», військовій частині було визначено пункт постійної дислокації — смт Чорноморське Лиманського району Одеської області.[джерело?]
10 вересня 2016 року на базі 2-го зенітного ракетного дивізіону 1039-го зенітного ракетного полку був сформований 38-й зенітний ракетний полк. У військовій частині цього дня було видано перший наказ, тому цей день і рахується датою утворення полку та Днем частини.[джерело?]
У січні 2017 року полк взяв участь у навчаннях. Відбувалося тренування взаємодії з артилерією.
В жовтні 2017 року на оцінку «добре» були проведені навчання з бойовою стрільбою, які показали спроможність частини до ведення бойових дій. Результатом цієї підготовки стало 1-ше місце за підсумками службової діяльності у 2017 році серед полків ОК «Південь».[джерело?]
В грудні 2017 року військова частина відбула в зону бойових дій до ОТУ «Донецьк». Підрозділи військової частини перебували на бойовому чергуванні поблизу населених пунктів Мемрик, Валеріянівка, Успенівка, Волноваха та інших.[джерело?]
23 серпня 2021 року полку присвоєно почесне найменування «імені генерал-хорунжого Юрія Тютюнника».

## Командування
• Полковник Ігор Валерійович Савенков (2016-2020).
• Полковник Роман Животченко (з 2020 року).

## Втрати
- 28 січня 2018 — Мосьпан Валерій Валерійович, молодший сержант. Трагічно загинув.[4]
- 27 серпня 2023 — Кривоносов Ігор. Поранений, помер у лікарні Миколаєва.[5]

## Традиції
23 серпня 2021 року, з метою відновлення історичних традицій національного війська щодо назв військових частин, зважаючи на зразкове виконання покладених завдань, високі показники в бойовій підготовці, з нагоди 30-ї річниці незалежності України, полку присвоєно почесне найменування «імені генерал-хорунжого Юрія Тютюнника».
10 вересня кожного року військова частина святкує річницю з дня формування.
Відзначений почесною відзнакою «За мужність та відвагу» (2024).

### Символіка
На нарукавному знаку полку, що затверджений 15 січня 2021 р., в червоно-зеленому розтятому щиті зображено золоту осу зі срібними крилами.

### Відео
- 38 зенітний ракетний полк